# Condado de Pawnee (Oklahoma)
El condado de Pawnee (en inglés: Pawnee County), fundado en 1897, es un condado del estado estadounidense de Oklahoma. En el año 2000 tenía una población de 16.612 habitantes con una densidad de población de 11 personas por km². La sede del condado es Pawnee.

## Geografía
Según la oficina del censo el condado tiene una superficie total de 1541 km² (595 mi²), de los que 1474 km² (569,1 mi²) son tierra y 65 km² (25,1 mi²) (4,27%) son agua.

### Condados adyacentes
- Condado de Osage - norte
- Condado de Tulsa - sureste
- Condado de Creek - sur
- Condado de Payne - suroeste
- Condado de Noble - oeste

## Demografía
Según el censo del 2000 la renta per cápita media de los habitantes del condado era de 31.661 dólares y el ingreso medio de una familia era de 37.274 dólares. En el año 2000 los hombres tenían unos ingresos anuales 29.946 dólares frente a los 21.069 dólares que percibían las mujeres. El ingreso por habitante era de 15.261 dólares y alrededor de un 13,00% de la población estaba bajo el umbral de pobreza nacional.

## Ciudades y pueblos
- Blackburn
- Cleveland
- Hallett
- Jennings
- Mannford
- Maramec
- Mule Barn
- Oak Grove
- Pawnee
- Quay
- Ralston
- Shady Grove
- Skedee
- Terlton
- Westport